# Луций Бебий Тул
Луций Бебий Тул (на латински: Lucius Baebius Tullus; 111 г.) e политик и сенатор на Римската империя в края на 1 век и началото на 2 век.
Произлиза от фамилията Бебии. През 95 г. Бебий Тул e суфектконсул заедно с Квинт Помпоний Руф. През 110/111 г. той е проконсул на Азия.